# Duetto (film)
Duetto  è un film del 1981 diretto da Tomaso Sherman.

## Riconoscimenti
- 1982 - Globo d'oro
  - Miglior attrice rivelazione a Patrizia De Clara